# 內華達鱂
內華達鱂為輻鰭魚綱鯉齒目鯉齒亞目鯉齒鱂科的其中一種，分布於北美洲美國加州死谷Saratoga泉流域，體長可達5公分，棲息在泉水區、池塘，可作為觀賞魚。

## 擴展閱讀
維基物種上的相關：內華達鱂